# Szeto Wah
Szeto Wah (28 de febrero de 1931 - 2 de enero de 2011) fue un político del campo pan-democracia de Hong Kong. Anteriormente fue presidente de la Alianza de Hong Kong en Apoyo de Movimientos Democráticos patrióticos en China y miembro del Consejo Legislativo 1985/97 y 1998 a 2004.
Aunque el gobierno de Hong Kong antes y después de la entrega de los traspasos británicos rechazados por su oposición a sus políticas, Szeto fue admirado en la política de Hong Kong por sus fuertes principios, para evitando el aumento de personal, y por su rara perspicacia política. Según el comentarista Stephen Vines, el gobierno central chino nombró a Szeto al Comité de Ley Fundamental de Redacción ya que apreciaban su significado político, a pesar de que no les gustaba sus ideas.
Aparte de su carrera política, Szeto también era conocido por sus habilidades de caligrafía china. Se le conoce como "El tío Wah" (华 叔) por el pueblo de Hong Kong.

## Biografía
Szeto Wah nació en Hong Kong en 1931 con la ascendencia de Kaiping, Guangdong. Diez años más tarde, su pobre familia huyeron a su hogar ancestral de Hong Kong debido al bombardeo japonés en la Batalla de Hong Kong de 1941. Fue matriculado en la Queen's College y se graduó de la Facultad de Educación de Grantham. Entró en la profesión de la enseñanza en 1952, y se convirtió en director de la escuela primaria de Kwun Tong GCEPSA en 1961.
Se convirtió en un cristiano bautizado en 1974.

### Vídeos
- RTHK 香港電台 鏗鏘集:華叔您好 2010-06-06

- Datos: Q19152
- Multimedia: Szeto Wah / Q19152